# Szczecin (województwo kujawsko-pomorskie)
Szczecin – wieś w Polsce położona w województwie kujawsko-pomorskim, w powiecie włocławskim, w gminie Chodecz.

## Historia
W latach 1975–1998 miejscowość położona była w województwie włocławskim. Według Narodowego Spisu Powszechnego (2011) liczyła 104 mieszkańców. Jest osiemnastą co do wielkości miejscowością gminy Chodecz.
| SIMC    | Nazwa           | Rodzaj    |
| ------- | --------------- | --------- |
| 1062049 | Działkowicze    | część wsi |
| 0861156 | Stara Wieś      | część wsi |
| 0861162 | Zbijewo-Parcele | część wsi |